# Grad (brdo kod Visokog)
Grad (poznatija kao Visočica) je brdo nadomak Visokog. Na Gradu se nekad nalazio stari grad Visoki, koji je osmanskim osvajanjem Bosne porušen. Ostatci starog grada su danas zaštićeno područje i nacionalni spomenik BiH.
213 metara visoka Visočica, na kojoj se nalazi Stari grad Visoki, ugrubo ima oblik piramide. Zamisao kako je ona drevna umjetna tvorevina dolazi od američkog znanstvenika bh. podrijetla Semira Osmanagića, koji je 2005. godine postavio hipotezu kako je brdo Visočica ustvari piramida koju je on nazvao Piramidom Sunca, te kako je po njegovim pretpostavkama ona izgrađena prije 12.000 godina.

## Stari grad Visoki
Stari grad Visoki je bio poznati srednjovjekovni grad i tvrđava koji je nastao tijekom 14. Stoljeća na brdu Visočici. U njegovom podnožju, te ujedno podnožju Visočice se danas nalazi grad Visoko. Prvi spomen Starog grada Visokog bilo je 1. rujna 1355. godine u povelji mladog bana Tvrtka I. Kotromanića pod nazivom "in castro nosto Visoka vocatum". Grad je napušten prije 1503. godine jer se ne navodi u tursko-ugarskom ugovoru iz spomenute godine. Godine 1626. Đorđić spominje Visoki među napuštenim gradovima.

## Bosanske piramide
Visočica je došla u središte međunarodne pažnje u listopadu 2005. godine nakon medijske kampanje koja je promovirala ideju kako je ona zapravo najveća od skupine drevnih piramida napravljenih ljudskom rukom, tzv. Bosanske piramide.
Znanstvena istraživanja mjesta pokazuju kako tamo nema piramida. Osim toga, znanstvenici iz Europskog udruženja arheologa su nakon obilaska ovoga mjesta odbili priznati kako se radi o piramidi. Također su kritizirali vlasti u Bosni i Hercegovini zbog podržavanja tvrdnje o piramidama izjavivši: Ova prevara je okrutna obmana spram javnosti koja to nije očekivala, te nema mjesta u svijetu istinske znanosti. Uz to, ova teorija je dobila negativne izjave od brojnih stručnjaka iz SAD-a i Egipta.

## Unutarnje poveznice
- Visoko
- Stari grad Visoki
- Bosanske piramide